# Giovanni Ceva
Pour les articles homonymes, voir Ceva (homonymie).
Giovanni Ceva (Milan 7 décembre 1647 – Mantoue 15 juin 1734) était un mathématicien italien. Il est réputé pour l'important théorème de géométrie du triangle qu'il a redécouvert et qui porte son nom : le théorème de Ceva. Son frère, Tommaso Ceva, était un poète et un mathématicien réputé.

## Biographie
Après avoir fait ses études dans un collège jésuite de Milan et avoir brièvement enseigné à Pise, il obtient une chaire de mathématiques à l'université de Mantoue. Il passera le restant de sa vie à Mantoue, d'abord au service des Gonzague puis, après l'annexion du duché de Mantoue par l'empire autrichien, au service des Habsbourg.

## Œuvre scientifique
L'essentiel de son travail porte sur la géométrie, et plus particuilièrement la géométrie du triangle. Il a redécouvert l'un des théorèmes les plus importants dans ce domaine depuis les Grecs, qu'il a publié dans son De lineis rectis (1678).
Le théorème de Ceva donne une condition nécessaire et suffisante pour que trois droites passant par les trois sommets d'un triangle (des céviennes) soient concourantes.

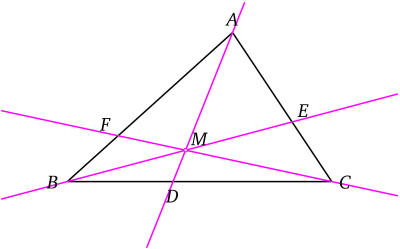
Théorème de Ceva

 Avec les notations de la figure ci-contre, le théorème de Ceva stipule que les droites {\displaystyle (AD)}, {\displaystyle (BE)} et {\displaystyle (CF)} sont concourantes ou parallèles si et seulement si
Ceva a aussi redécouvert et publié le théorème de Ménélaüs. Il a étudié la trisectrice de Ceva une courbe permettant la trisection de l'angle. On lui doit également l'application de méthodes de mécanique et de statique à des problèmes géométriques.
Ceva a publié son Opuscula mathematica en 1682. Dans le Geometria Motus (1692) il préfigure d'une certaine manière le calcul infinitésimal. Le De Re Nummeraria (1711) est un des premiers ouvrages d'économie mathématique ; il tente de déterminer les conditions de l'équilibre du système monétaire d'un état comme le duché de Mantoue.
Ceva s'intéressa aussi à des problèmes d'hydraulique (Opus hydrostaticum (1728)). Il utilisa ses connaissances dans ce domaine pour s'opposer avec succès à un projet de détourner la rivière Reno pour qu'elle se jette dans le Pô.

## Œuvres

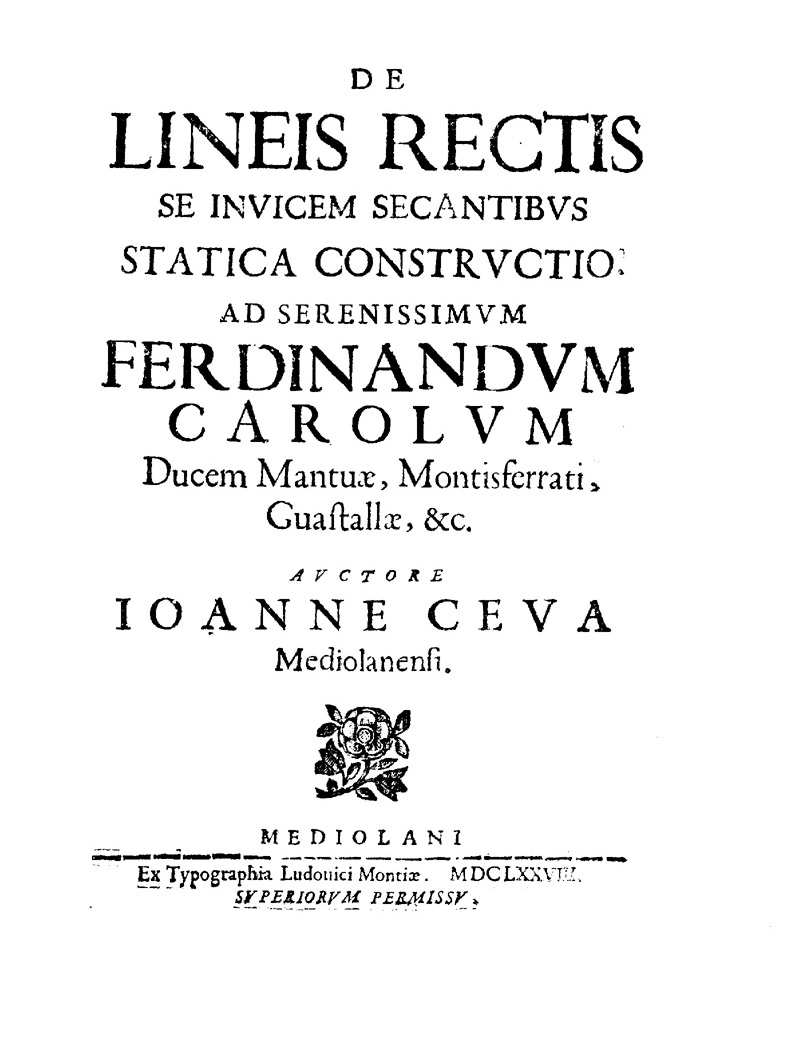
De lineis rectis se invicem secantibus statica constructio, 1678

- (la) De lineis rectis se invicem secantibus, statica constructio, Mediolani, ex typographia Ludouici Montiae, 1678 (lire en ligne)
- (la) Opuscula mathematica, Mediolani, ex typographia Ludouici Montiae, 1682 (lire en ligne)
- Geometria Motus, 1692
- (it) Ragioni del signor Giovanni Ceva commissario dell'arciducal Camera di Mantova, e del signor Doriciglio Moscatelli Battaglia prefetto dell'acque di quello stato contra l'introduzione del Reno nel Pò grande con la risposta alle medesime di Eustachio Manfredi matematico dell'Università di Bologna. Che contiene una piena informazione sopra i capi principali di questa materia, In Bologna, per li successori del Benacci, 1716 (lire en ligne)
- (it) Replica di Giovanni Ceva, commissario dell'arciducal camera di Mantova, e matematico di s.m. ces., e cat. in difesa delle sue dimostrazioni, e ragioni per la quali non debbasi introdurre Reno in Po, contro la risposta datasi dal sig. dottor Eustachio Manfredi, In Mantova, per Alberto Pazzoni stampatore arciducale, 1717 (lire en ligne)
- (la) Opus hydrostaticum, Mantuae, Alberto Pazzoni, 1728 (lire en ligne)

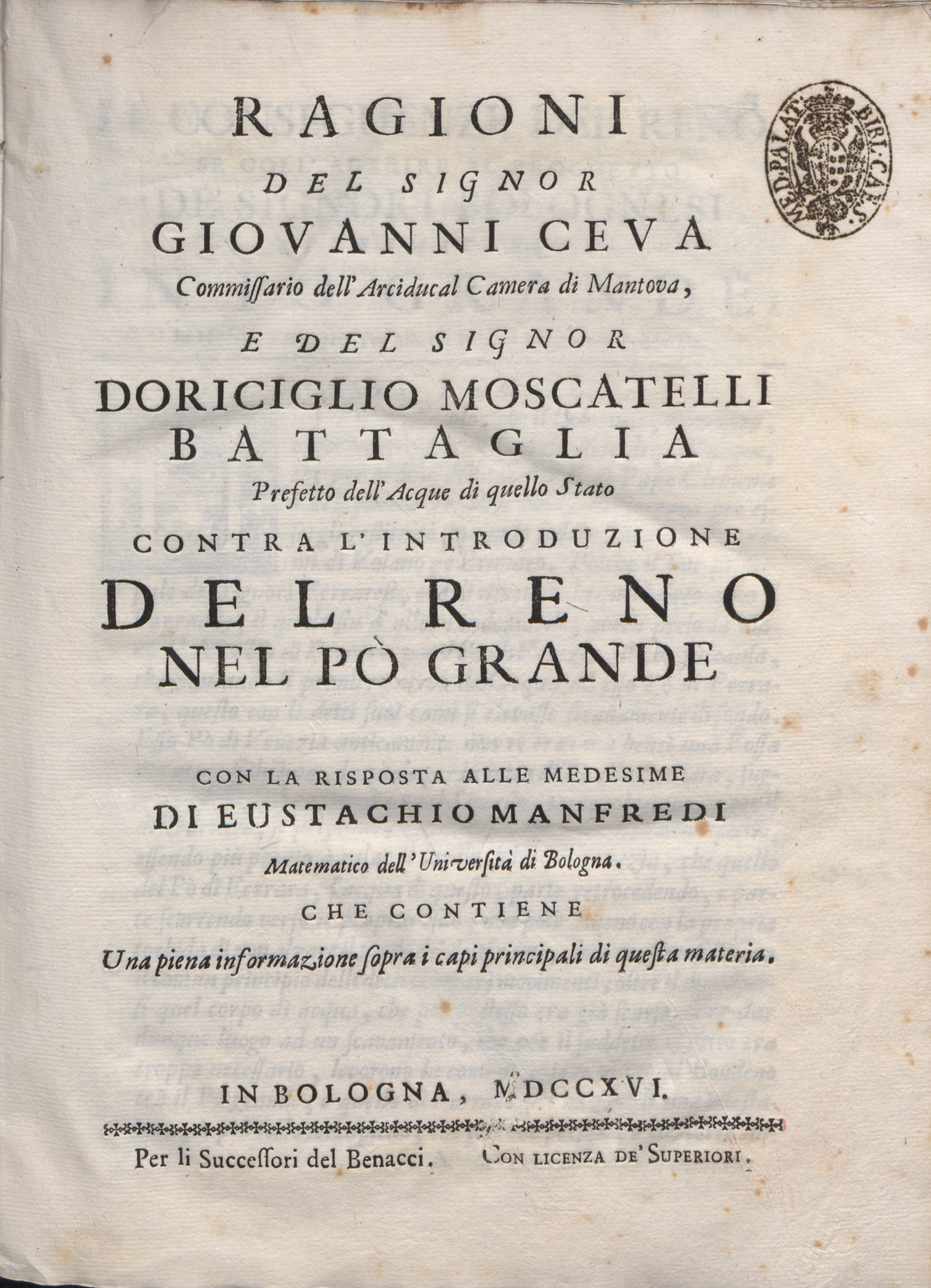
Ragioni [...] contra l'introduzione del Reno nel Pò, 1716
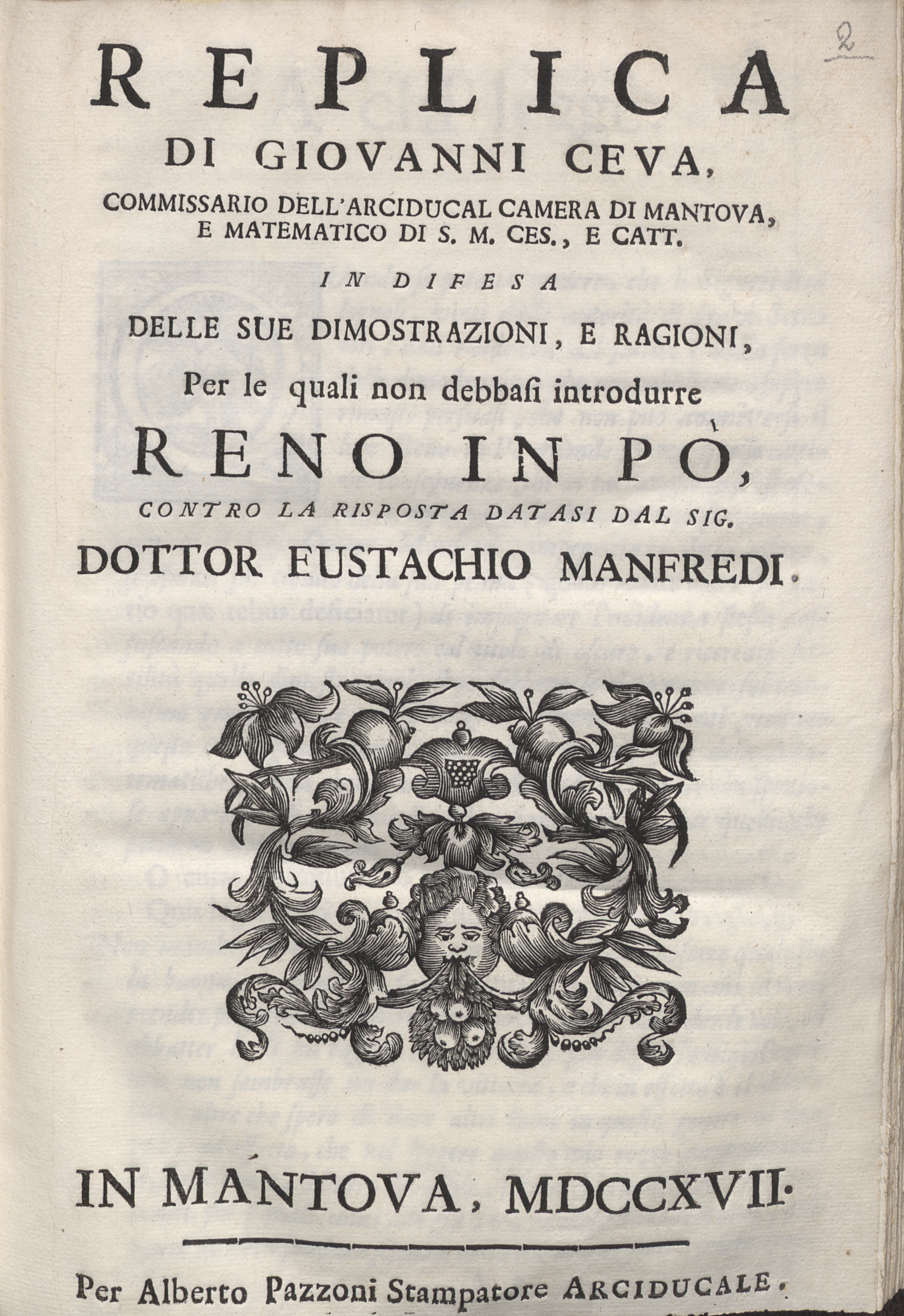
Replica [...] in difesa delle sue dimostrazioni, e ragioni per la quali non debbasi introdurre Reno in Po, 1717